# 当り矢金八捕物帖 千里の虎
『當り矢金八捕物帖 千里の虎』（あたりやきんぱちとりものちょう せんりのとら）は、1950年（昭和25年）製作・公開、中川信夫監督による日本の長篇劇映画である。高村正次の製作会社新光映画が製作、現在の東映の前身の配給会社東京映画配給が配給した。

## 略歴・概要
マキノ雅弘の姉牧野冨榮の夫・高村正次の製作会社「新光映画」は、マキノ芸能社の活動を停止したマキノ真三、その妻で女優の宮城千賀子夫妻が関わって、1949年（昭和24年）、並木鏡太郎の映画復帰第1作『右門捕物帖 謎の八十八夜』（配給東宝）を製作した会社である。本作は、同作に引き続き、嵐寛寿郎・宮城千賀子の主演コンビで製作されたものである。
製作当時、監督の中川は新東宝に所属しており、撮影の河崎喜久三も同様であった。キネマ旬報映画データベースには「東横映画」が製作会社として記録されており、これは誤りではあるが、セット撮影は東横映画のスタジオ（現在の東映京都撮影所）が使用された。
2005年（平成17年）、東京国立近代美術館フィルムセンターは、同作を発掘・所蔵していたプラネット映画資料図書館から35mmフィルムのプリントを購入し、これを収蔵した。同センターは、同時期に、同図書館からは、本作と同じ東京映画配給が配給した『海魔陸を行く』（監督伊賀山正徳、製作ラジオ映画、1950年）も購入している。

## スタッフ・作品データ
- 製作 : 高村正次
- 企画 : 金城正成
- 監督 : 中川信夫
- 脚本 : 佐伯清
- 潤色 : 萩原章
- 撮影 : 河崎喜久三
- 照明 : 上林松太郎
- 美術 : 嵯峨一平
- 装置 : 角井平吉
- 美術助手 : 穴田真一郎
- 録音 : 鈴木勇
- 編集 : 上杉和雄
- 音楽 : 高橋半
  - 演奏 : 大阪放送交響楽団
  - 作詞 : 紅殘月
- 製作 : 新光映画
- 上映時間（巻数 / メートル） : 87分（9巻 / 2,371メートル）
- フォーマット : 白黒映画 - スタンダードサイズ（1.37:1） - モノラル録音
- 映倫番号 : 216
- 公開日 :  日本 1950年6月3日
- 配給 :  東京映画配給

## キャスト
- 嵐寛寿郎 - 當り矢金八
- 宮城千賀子 - 女房・お雪
- 徳川夢聲 - 半四郎
- 野上千鶴子 - 娘・浪江
- 片山明彦 - 新吉
- 藤原釜足 - そばや三蔵
- 澤村國太郎 - 行者・天海
- 上田吉二郎 - 按摩・竹の市
- 荒木忍 - 天中軒松吉
- 櫻むつ子 - お六
- 左卜全
- 小倉繁 - 助十
- 尾上菊太郎 - 平五
- 遠山満 - 岡ッ引甚六
- 嵐徳三郎
- 椿三四郎 - 遊人吉五郎
- 柳咲子 - お牧
- 月宮乙女 - お粂
- 阪上都一 - 餅屋
- 水町乙女 - 餅屋の姉娘
- 淺水美千子 - 餅屋の妹娘
- 淡路博子 - お又
- 小林喜美子
- おきときを - 甚六の乾分
- 富本民平 - 魚屋
- 香川良介